# Washed Out
Эрнест Грин (англ. Ernest Greene, род. 3 октября 1982) — американский музыкант и продюсер, более известный под псевдонимом Washed Out.

## Карьера
Эрнест Грин родился 3 октября 1982 года в городе Перри, штат Джорджия. После получения степени бакалавра в Университете Джорджии Грин получил степень Магистра библиотечных и информационных наук, но не смог найти работу библиотекаря. Грин обратно переехал к своим родителям и начал писать песни в своей студии в спальне, а также начал сотрудничество с местной дэнс-группой Bedroom. Позже он получил положительные отзывы о своей музыки от блогеров, которые нашли его страницу на MySpace. На сайте Billboard первые записи Грина описали, как «сонные, искаженные, вдохновлённые дэнс-попом треки, напоминающие Neon Indian и Memory Tapes».
Стиль Washed Out отождествляется с чиллвейв движением. По словам Грина, во время написания песен он вдохновляется хип-хопом. Первые два мини-альбома исполнителя были выпущены в августе и сентябре 2009 года. В том же году Грин дал свой первый концерт, а уже спустя год он сыграл на музыкальном фестивале «Pitchfork». Его песня «Feel It All Around» была использована в качестве вступительной заставки телесериала «Портландия».
В 2011 году, Грин подписал контракт с лейблом Sub Pop, который выпустил его дебютный студийный альбом Within and Without. В хит-парадах Billboard 200 и UK Albums Chart альбом занял 26 и 89 места, соответственно. 13 августа 2013 года, Sub Pop выпустил второй альбом Washed Out, озаглавленный Paracosm.

## Дискография

### Студийные альбомы
| Название           | Детали                                                                                       | Позиции в чарте | Позиции в чарте | Позиции в чарте | Позиции в чарте | Позиции в чарте | Позиции в чарте |
| Название           | Детали                                                                                       | US              | US Rock         | US Alt          | NOR             | NL              | UK              |
| ------------------ | -------------------------------------------------------------------------------------------- | --------------- | --------------- | --------------- | --------------- | --------------- | --------------- |
| Within and Without | - Дата выпуска: 12 июля 2011 - Лейбл: Sub Pop Records - Формат: CD, LP, Цифровая дистрибуция | 26              | 6               | 6               | 36              | 80              | 89              |
| Paracosm           | - Дата выпуска: 12 августа 2013 - Лейбл: Sub Pop - Формат: CD, LP, Цифровая дистрибуция      | 21              | 5               | 3               | —               | —               | 10              |

### Мини-альбомы
| Название        | Детали |
| --------------- | --- |
| High Times      | - Дата выпуска: 9 сентября 2009 - Лейбл: Mirror Universe - Формат: CD, Цифровая дистрибуция               |
| Life of Leisure | - Дата выпуска: 1 марта 2010 - Лейбл: Kemado - Формат: CD, Цифровая дистрибуция                           |
| Untitled        | - Дата выпуска: 2010 - Лейбл: Самостоятельный выпуск - Формат: CD (предлагаемый поклонникам на гастролях) |

### Синглы
| Название             | Год  | Хит-парады | Альбом             |
| Название             | Год  | US Rock    | Альбом             |
| -------------------- | ---- | ---------- | ------------------ |
| «Feel It All Around» | 2009 | —          | Life of Leisure    |
| «Eyes Be Closed»     | 2011 | 46         | Within and Without |
| «Amor Fati»          | 2011 | —          | Within and Without |
| «It All Feels Right» | 2013 | —          | Paracosm           |
| «Don't Give Up»      | 2013 | —          | Paracosm           |
| «Get Lost»           | 2017 |            |                    |

### Другие появления
| Название        | Год  | Песня                                                     |
| --------------- | ---- | --------------------------------------------------------- |
| «You & I»       | 2010 | Adult Swim Singles Program 2010                           |
| «Belong»        | 2010 | Kitsuné Maison Compilation 9                              |
| «Straight Back» | 2012 | Just Tell Me That You Want Me: A Tribute to Fleetwood Mac |